# Chmelová česačka

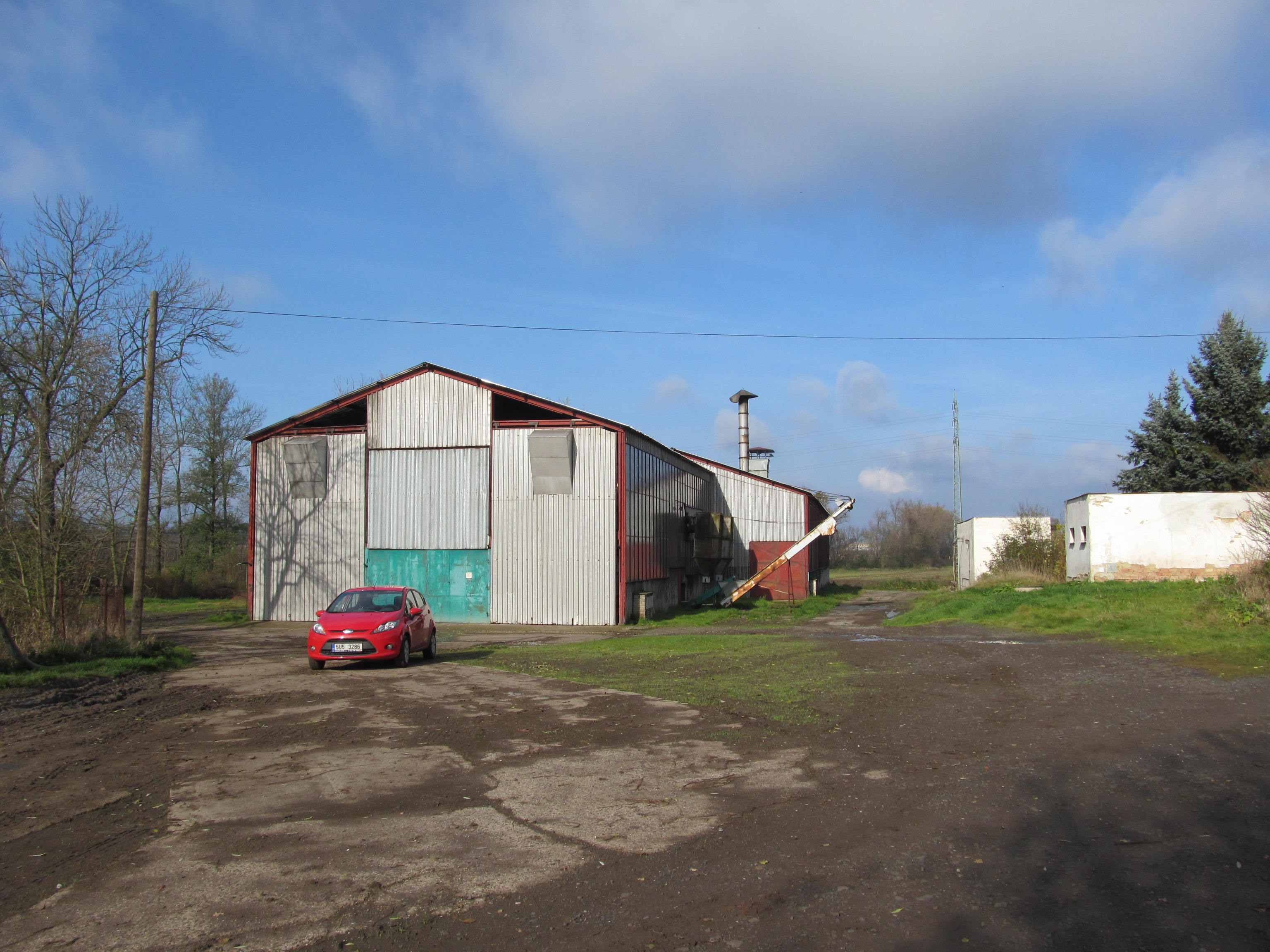
Česačka chmele v Neprobylicích

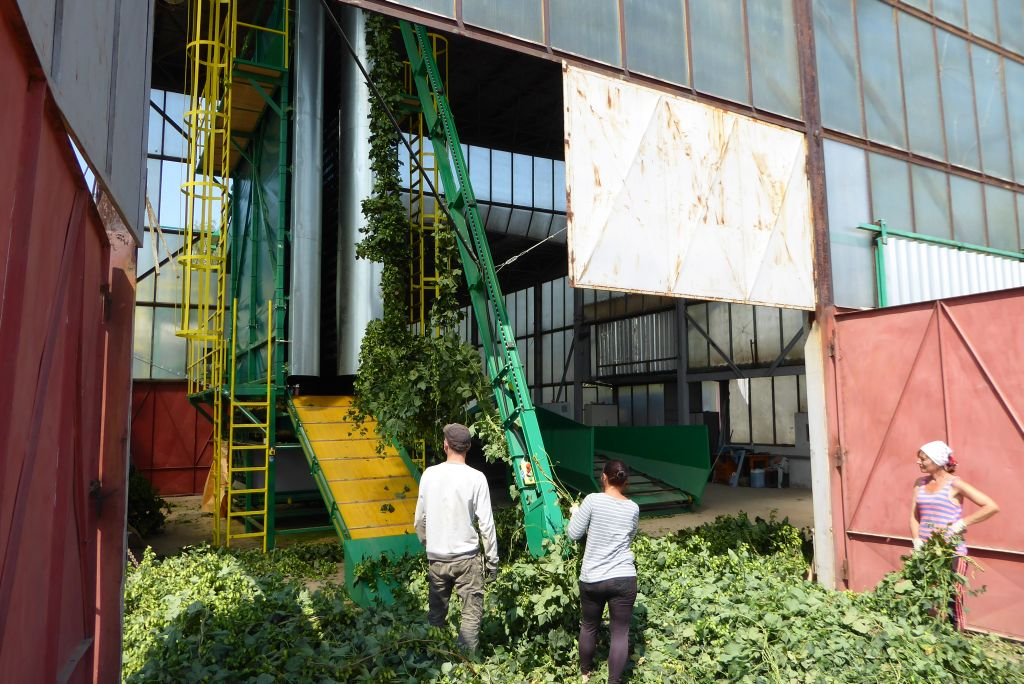
česací linka PT-2000/30

Chmelová česačka, nesprávně chmelový kombajn, je jednoúčelová statická skupina strojů, která je zkonstruována pro strojní česání chmele. Zařízení mechanicky odděluje česáním chmelové hlávky od zbytku rostliny. Vzhledem k tomu, že zařízení není pohyblivé, u chmelové rostliny se musí na chmelnici nejprve dole odstřihnout stonek i s vodicím drátkem, poté stonek strhnout na valník tažený traktorem. Takto naložené révy  posléze přivézt a složit u česací linky. Chmelové révy vstupují do stroje ve vertikální poloze, takže před jejich očesáním je nutné, aby je obsluha zavěsila na přepravník stroje. Aby nedocházelo k zavadnutí hlávek a jejich znehodnocení, musí být interval od odstřihnutí po česání co nejkratší. Proto je nezbytné, aby výkonnost česacích linek a dopravy byla organizačně sladěna 
Na rozdíl od ručního česání, které bylo využíváno v minulosti však strojní varianta této činnosti obvykle očeše i část chmelového listoví a další části rostliny. Tento očesaný materiál je několika druhy separace oddělen od chmelových hlávek a proudí mimo chmelovou česačku, odkud je odvážen ke kompostování. Samotné hlávky jsou následně podrobeny sušení, klimatizaci a balení. Začátek sušení musí nastat bezprostředně po opuštění česací linky, aby se zabránilo znehodnocení hlávek.
Z vnějšku česačka připomíná obvykle velkou plechovou boudu, hangár či zakrytovanou ocelokolnu. Obsluhu stroje často zajišťují sezónní pracovníci, obvykle brigádníci, kteří jsou pod dohledem řádně proškoleného strojníka, který zde obvykle bývá i vedoucím provozu.